# Laudato Si'

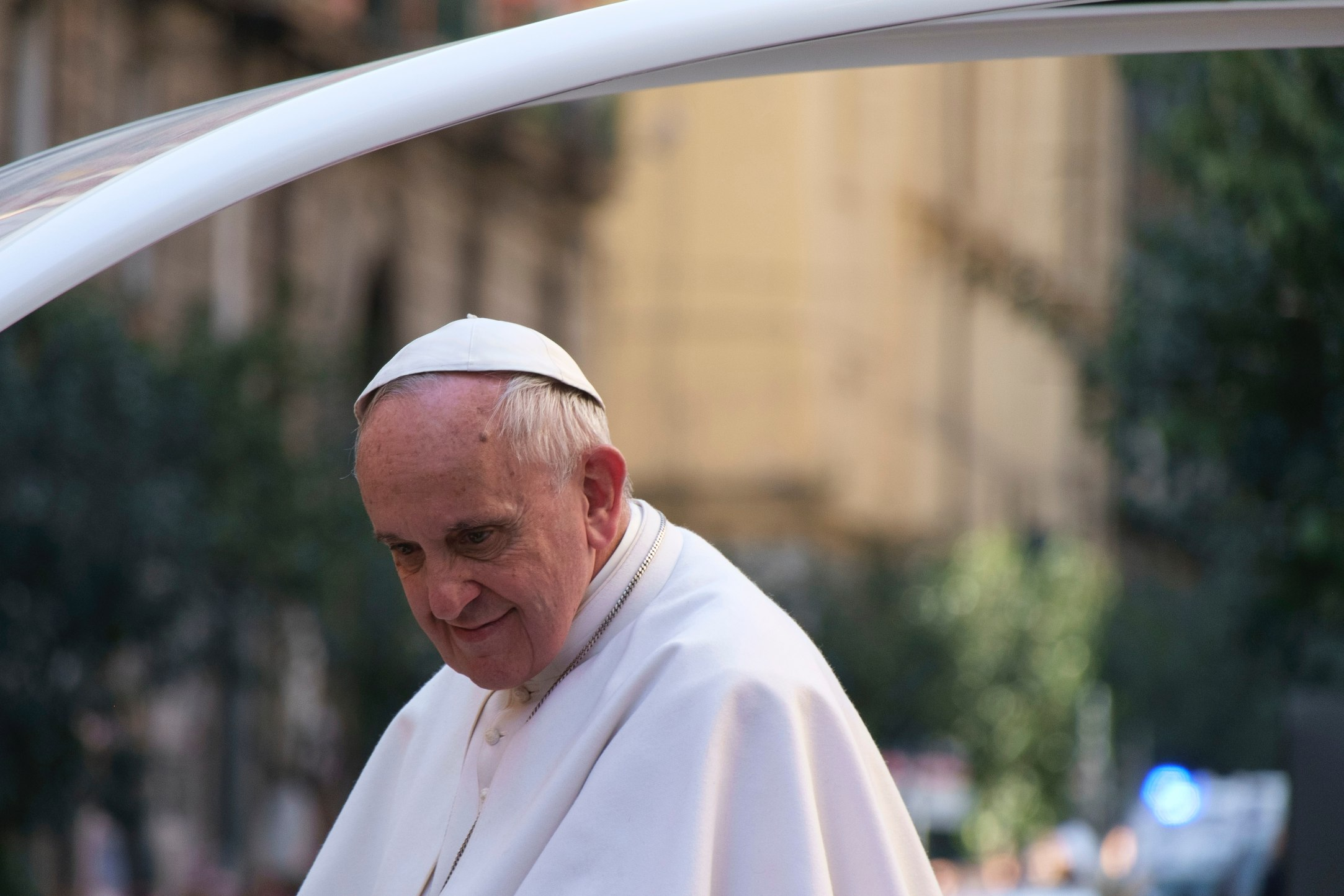
Paus Franciscus in 2015

Laudato Si'  (Italiaans voor Wees geprezen of ‘Geprezen zijt Gij’) is een encycliek van paus Franciscus die op 24 mei 2015 werd uitgegeven. Het incipit van deze pauselijke rondzendbrief is afkomstig uit het Loflied der Schepping (het Zonnelied) van Sint-Franciscus. De encycliek - met als ondertitel over de zorg voor ons gemeenschappelijk huis - heeft, in de geest van deze heilige, de beschermwaardigheid van de aarde en het milieu tot onderwerp. 
Alhoewel verschillende pausen vanaf paus Johannes Paulus II zich hebben uitgelaten over de milieuproblematiek, en de noodzaak om wat zij zien als Gods schepping te behoeden voor de negatieve gevolgen van menselijk handelen op het milieu, was paus Franciscus de eerste die aan deze problematiek een encycliek wijdde. De encycliek Laudato Si' is niet enkel gericht aan katholieken, maar aan iedereen in de hele wereld.
In Laudato Si' doet de paus een oproep:
Ik nodig dringend uit tot een nieuwe dialoog over de wijze waarop wij de toekomst van de planeet gestalte geven. Wij hebben behoefte aan een gesprek dat ons allen verenigt, omdat de uitdaging van het milieu die wij meemaken, en de menselijke wortels ervan ons aangaan en ons allen raken. De wereldwijde ecologische beweging heeft al een lange en rijke weg afgelegd en talrijke groepen burgers doen ontstaan die een bewustwording hebben bevorderd. Helaas zijn veel inspanningen om concrete oplossingen te zoeken voor de milieucrisis vaak gefrustreerd, niet alleen door de weigering van de machtigen, maar ook door gebrek aan belangstelling van de anderen. Gedrag dat ook onder gelovigen de weg voor een oplossing in de weg staat, gaat van ontkenning van het probleem tot onverschilligheid, gemakzuchtige berusting of blind vertrouwen in technische oplossingen. Wij hebben een nieuwe universele solidariteit nodig.(...) Wij kunnen allen meewerken als instrument van God voor de zorg voor de schepping, ieder met zijn eigen cultuur en ervaring, eigen initiatieven en vermogen..
Naar aanleiding van de encycliek Laudato Si' stelde Paus Franciscus een achtste werk van barmhartigheid voor, namelijk de zorg voor de schepping, met een jaarlijkse Wereldgebedsdag op 1 september. Deze toevoeging aan de reeds bestaande zeven werken van barmhartigheid werd in een rondzendbrief van 6 augustus 2015 door Paus Franciscus voorgesteld. Paus Franciscus stelde toen tevens een jaarlijkse gebedsdag in om hier speciaal aandacht aan te besteden, de Giornata Mondiale di Preghiera per la Cura del Creato (de ‘Mondiale Dag van Gebed voor de Zorg van de Schepping’ of 'Wereldgebedsdag voor het behoud van de Schepping'). De eerste "Wereldgebedsdag voor de zorg voor de schepping" was op 1 september 2016 en wordt door de Rooms-Katholieke Kerk samen met de orthodoxe katholieke kerk gehouden.
In de YouTube-film The Pope, the Environmental Crisis, and Frontline Leaders | The Letter: Laudato Si Film ontvangt Paus Franciscus vertegenwoordigers van armen, jongeren, inheemse volkeren en wetenschap om te luisteren hoe zij in hun omgeving van klimaatverandering geraakt worden. De internationale Laudato Si Movement wil de ideeën uit deze encycliek onder een breed publiek verspreiden en zo bijdragen aan bescherming van de aarde. De Nederlandse Laudato Si alliantie heeft ditzelfde doel.
Op 4 oktober 2023 verscheen de apostolische exhortatie Laudate Dominum (Latijn voor Prijs God), een actualisatie van Laudato Si'.  Een bewerking van Laudato Si' in begrijpelijke taal verscheen onder de titel "aan u alle lof".